# Ескадрені міноносці типу «Гірінг»
Ескадрені міноносці типу «Гірінг» (англ. Gearing-class destroyer) — тип есмінців, що перебував на озброєнні Військово-морського флоту США з 1945 до 1982 року. Разом було збудовано 98 есмінців цього типу. Названі на честь трьох поколінь американських моряків з родини Ґірінґ.

## Історія будівництва
До планів ВМС США на 1944 рік входило будівництво 153 есмінців даного типу, проте 1944 року було замовлено 116 есмінців типу «Гірінг», а будівництво ще 36 (DD-891 — DD-926) було включено до програми 1945 року. Однак, у березні 1945 президент США наклав вето на їх будівництво. З 116 есмінців було збудовано 93 одиниці. Будівництво ще 4 одиниць (DD-718, −824, −825, −827) було завершено вже після закінчення Другої світової війни за зміненим проектом як кораблів ПЧО. Додатково було збудовано ще 1 есмінець типу — USS Timmerman (DD-828), що відрізнявся від решти суден серії наявністю експериментальної машинної установки.
В січні 1945 було прийнято рішення про перебудову 12 есмінців типу «Гірінг» (DD-742, 743, 805—808, 829 та 873—877) на кораблі радіолокаційного дозору. У травні того ж року було прийнято рішення щодо збільшення кількості есмінців радіолокаційного дозору на 12 одиниць (DD-830 — DD-835 і DD-878 — DD-883).